# Race of Champions 2011
Race of Champions 2011 var den 24:e upplagan av bilsportfestivalen Race of Champions. Evenemanget hölls den 3-4 december på Esprit Arena i Düsseldorf, Tyskland, vilket även var platsen år 2010. Från början var det tänkt att Commerzbank-Arena i Frankfurt skulle stå som värd, men efter att Eintracht Frankfurt flyttades ned till division två i fotboll, var detta ej längre möjligt.
Under lördagen vann Team Germany med Sebastian Vettel och Michael Schumacher Nations Cup för femte året i rad, men det var fransmannen Sébastien Ogier som vann Race of Champions och korades till Champion of Champions under söndagen. Legends Cup vanns av den tidigare Formel 1-föraren Heinz-Harald Frentzen, efter att den andra finalisten, Stig Blomqvist, kraschat.

## Deltagare
| Team i Nations Cup | Förare             | Mästerskap under 2011                 |
| ------------------ | ------------------ | ------------------------------------- |
| Team Germany       | Michael Schumacher | Formel 1                              |
| Team Germany       | Sebastian Vettel   | Formel 1                              |
| Team France        | Sébastien Ogier    | World Rally Championship              |
| Team France        | Romain Grosjean    | GP2 Series                            |
| Team Nordic        | Tom Kristensen     | Intercontinental Le Mans Cup          |
| Team Nordic        | Juho Hänninen      | SWRC/Intercontinental Rally Challenge |
| Team GB            | Andy Priaulx       | Intercontinental Le Mans Cup          |
| Team GB            | Jenson Button      | Formel 1                              |
| Team USA           | Travis Pastrana    | X Games/K&N Pro Series East           |
| Team USA           | Brian Deegan       | X Games/Traxxas TORC Series           |
| Team All-Stars     | Filipe Albuquerque | Deutsche Tourenwagen Masters          |
| Team All-Stars     | David Coulthard    | Deutsche Tourenwagen Masters          |
| SAT1 Team Germany  | Timo Glock¹        | Formel 1                              |
| SAT1 Team Germany  | Timo Scheider¹     | Deutsche Tourenwagen Masters          |
| Team Slavic        | Vitalij Petrov     | Formel 1                              |
| Team Slavic        | Jan Kopecký        | Intercontinental Rally Challenge      |
| Ej i Nations Cup   | Mattias Ekström    | Deutsche Tourenwagen Masters          |
| Ej i Nations Cup   | Martin Tomczyk     | Deutsche Tourenwagen Masters          |

¹ Deltog endast i Nations Cup.

## Bilar
- Audi R8 LMS
- Škoda Fabia Super 2000
- Volkswagen Scirocco
- ROC Car
- KTM X-Bow
- World Touring Racecar
- RX 150

## Nations Cup

### Grupp A
| Pl. | Team              | Segrar | Förare          | Bästa tid  |
| --- | ----------------- | ------ | --------------- | ---------- |
| 1   | Team France       | 4      | Romain Grosjean | 01:12,0632 |
| 1   | Team France       | 4      | Sébastien Ogier | 01:09,9914 |
| 2   | Team Nordic       | 4      | Tom Kristensen  | 01:10,4405 |
| 2   | Team Nordic       | 4      | Juho Hänninen   | 01:11,6632 |
| 3   | SAT1 Team Germany | 3      | Timo Glock      | 01:12,9097 |
| 3   | SAT1 Team Germany | 3      | Timo Scheider   | 01:12,1059 |
| 4   | Team USA          | 1      | Brian Deegan    | 01:13,0723 |
| 4   | Team USA          | 1      | Travis Pastrana | 01:10,6946 |

### Grupp B
| Pl. | Team           | Segrar | Förare             | Bästa tid  |
| --- | -------------- | ------ | ------------------ | ---------- |
| 1   | Team GB        | 5      | Jenson Button      | 01:11,6601 |
| 1   | Team GB        | 5      | Andy Priaulx       | 01:10,5006 |
| 2   | Team Germany   | 4      | Michael Schumacher | 01:12,9835 |
| 2   | Team Germany   | 4      | Sebastian Vettel   | 01:10,6851 |
| 3   | Team Slavic    | 2      | Vitalij Petrov     | 01:13,0918 |
| 3   | Team Slavic    | 2      | Jan Kopecký        | 01:09,5144 |
| 4   | Team All Stars | 1      | David Coulthard    | 01:12,4928 |
| 4   | Team All Stars | 1      | Filipe Albuquerque | 01:11,2336 |

### Utslagning
|  | Semifinaler  | Semifinaler  |  |  | Final | Final |  |  |  |  |
|  |              |              |  |  |       |       |  |  |  |  |
|  | Team Nordic  |              |  |  |       |       |  |  |  |  |
|  | Team France  |              |  |  |       |       |  |  |  |  |
|  |              | Team Nordic  |  |  |       |       |  |  |  |  |
|  |              |              |  |  |       |       |  |  |  |  |
|  |              | Team Germany |  |  |       |       |  |  |  |  |
|  | Team Germany |              |  |  |       |       |  |  |  |  |
|  |              |              |  |  |       |       |  |  |  |  |
|  | Team GB      |              |  |  |       |       |  |  |  |  |

## Race of Champions

### Grupp A
| Pl. | Förare             | Segrar | Bästa tid  |
| --- | ------------------ | ------ | ---------- |
| 1   | Andy Priaulx       | 3      | 01:09,8853 |
| 2   | David Coulthard    | 2      | 01:09,8525 |
| 3   | Travis Pastrana    | 1      | 01:15,1233 |
| 4   | Filipe Albuquerque | 0      | 01:10,5414 |

### Grupp B
| Pl. | Förare          | Segrar | Bästa tid  |
| --- | --------------- | ------ | ---------- |
| 1   | Martin Tomczyk  | 2      | 01:09,2048 |
| 2   | Sébastien Ogier | 2      | 01:09,2197 |
| 3   | Mattias Ekström | 1      | 01:07,5296 |
| 4   | Jan Kopecký     | 1      | 01:09,0827 |

### Grupp C
| Pl. | Förare             | Segrar | Bästa tid  |
| --- | ------------------ | ------ | ---------- |
| 1   | Michael Schumacher | 3      | 01:12,9251 |
| 2   | Jenson Button      | 2      | 01:12,2013 |
| 3   | Juho Hänninen      | 1      | 01:15,1227 |
| 4   | Brian Deegan       | 0      | 01:19,0525 |

### Grupp D
| Pl. | Förare           | Segrar | Bästa tid  |
| --- | ---------------- | ------ | ---------- |
| 1   | Tom Kristensen   | 2      | 01:10,0113 |
| 2   | Sebastian Vettel | 2      | 01:10,1798 |
| 3   | Romain Grosjean  | 2      | 01:10,6577 |
| 4   | Vitalij Petrov   | 0      | 01:11,2257 |

#### Utslagning
|  | Kvartsfinaler      | Kvartsfinaler  |   |                    | Semifinaler | Semifinaler |  |                 | Final | Final |  |  |  |  |
|  |                    |                |   |                    |             |             |  |                 |       |       |  |  |  |  |
|  | Andy Priaulx       | 0              |   |                    |             |             |  |                 |       |       |  |  |  |  |
|  | Sébastien Ogier    | 1              |   |                    |             |             |  |                 |       |       |  |  |  |  |
|  | Sébastien Ogier    | 1              |   | Sébastien Ogier    | 1           |             |  |                 |       |       |  |  |  |  |
|  |                    |                |   | Sébastien Ogier    | 1           |             |  |                 |       |       |  |  |  |  |
|  |                    | Martin Tomczyk | 0 |                    |             |             |  |                 |       |       |  |  |  |  |
|  | Martin Tomczyk     | Martin Tomczyk | 0 | 1                  |             |             |  |                 |       |       |  |  |  |  |
|  | Martin Tomczyk     |                |   | 1                  |             |             |  |                 |       |       |  |  |  |  |
|  | David Coulthard    | 0              |   |                    |             |             |  |                 |       |       |  |  |  |  |
|  | David Coulthard    | 0              |   |                    |             |             |  | Sébastien Ogier | 2     |       |  |  |  |  |
|  |                    |                |   |                    |             |             |  | Sébastien Ogier | 2     |       |  |  |  |  |
|  |                    | Tom Kristensen | 0 |                    |             |             |  |                 |       |       |  |  |  |  |
|  | Michael Schumacher | Tom Kristensen | 0 | 1                  |             |             |  |                 |       |       |  |  |  |  |
|  | Michael Schumacher |                |   | 1                  |             |             |  |                 |       |       |  |  |  |  |
|  | Sebastian Vettel   | 0              |   |                    |             |             |  |                 |       |       |  |  |  |  |
|  | Sebastian Vettel   | 0              |   | Michael Schumacher | 0           |             |  |                 |       |       |  |  |  |  |
|  |                    |                |   | Michael Schumacher | 0           |             |  |                 |       |       |  |  |  |  |
|  |                    | Tom Kristensen | 1 |                    |             |             |  |                 |       |       |  |  |  |  |
|  | Tom Kristensen     | Tom Kristensen | 1 | 1                  |             |             |  |                 |       |       |  |  |  |  |
|  | Tom Kristensen     |                |   | 1                  |             |             |  |                 |       |       |  |  |  |  |
|  | Jenson Button      | 0              |   |                    |             |             |  |                 |       |       |  |  |  |  |